# داكوتا كولينز
داكوتا كولينز (بالإنجليزية: Dakota Collins)‏ هو لاعب كرة قدم أمريكي، ولد في 15 أغسطس 1991 في سانتا باربارا في الولايات المتحدة. لعب مع نادي ساكارامينتو ريببلك.

## وصلات خارجية
- داكوتا كولينز على موقع قاعدة بيانات كرة القدم.إي يو (الإنجليزية)